# Conus capitanellus
Espèce
Statut de conservation UICN

 LC  : Préoccupation mineure
Conus capitanellus est une espèce de mollusques gastéropodes marins de la famille des Conidae.
Comme toutes les espèces du genre Conus, ces escargots sont prédateurs et venimeux. Ils sont capables de « piquer » les humains et doivent donc être manipulés avec précaution, voire pas du tout.

## Description
La taille d'une coquille adulte varie entre 20 mm et 40 mm.

## Distribution
Cette espèce est présente dans l'océan Pacifique au large du Japon et des Philippines.

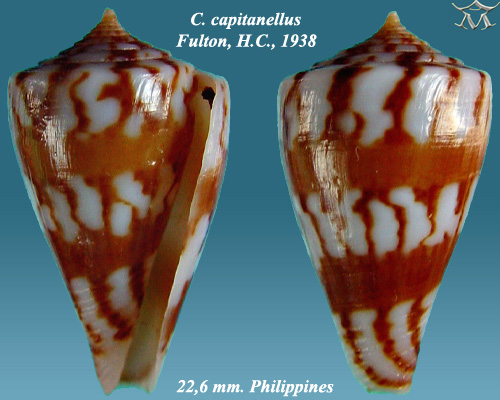
Conus capitanellus Fulton, H.C., 1938
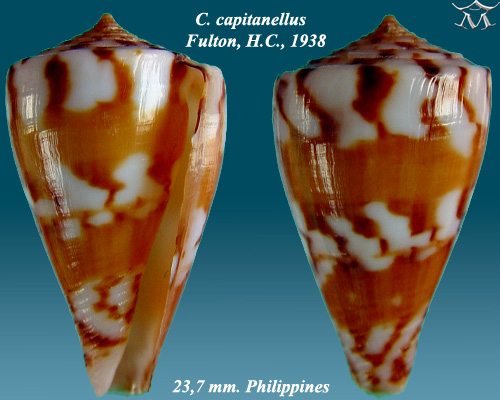
Conus capitanellus Fulton, H.C., 1938

### Niveau de risque d’extinction de l’espèce
Selon l'analyse de l'UICN réalisée en 2011 pour la définition du niveau de risque d'extinction, cette espèce est présente du Japon aux Philippines, à Taiwan et en Nouvelle-Calédonie. Cette espèce est très commune aux Philippines. Les indicateurs de marché suggèrent que cette espèce à large répartition est commune à l'état sauvage et ne présente aucune menace connue. Cette espèce est classée dans la catégorie " préoccupation mineure ".

## Taxonomie

### Publication originale
L'espèce Conus capitanellus a été décrite pour la première fois en 1938 par le malacologiste britannique Hugh Coomber Fulton (d) (1861-1942) dans la publication intitulée « Proceedings of the Malacological Society of London »,.

### Synonymes
- Conus (Splinoconus) capitanellus Fulton, 1938 · appellation alternative
- Kioconus (Isoconus) capitanellus (Fulton, 1938) · non accepté
- Stellaconus capitanellus (Fulton, 1938) · non accepté

## Identifiants taxonomiques
Chaque taxon catalogué par les bases de données biologiques et taxonomiques possède un identifiant qui permet d'établir un point de référence. Les identifiants de Conus capitanellus dans les principales bases sont les suivants :
BOLD : 596816 - CoL : 5ZXNW - GBIF : 5935259 - iNaturalist : 431894 - IRMNG : 11703975 - NCBI : 592104 - TAXREF : 94335 - UICN : 192304 - WoRMS : 426441